# Дражиці (округ Рімавска Собота)
Дражиці (словац. Dražice, угор. Perjése) — село, громада в окрузі Рімавска Собота, Банськобистрицький край, Словаччина. Кадастрова площа громади — 11,51 км². Населення — 258 осіб (за оцінкою на 31 грудня 2022 р.).
Знаходиться за ~7 км на північний схід від адмінцентра округу міста Рімавска Собота, межує із ним за кадастром.
Перша згадка 1323 року.

## Географія
Протікає Дражицький потік.

## Населення
| Рік:            | 1994. | 2004.    | 2014.    | 2024.   |
| --------------- | ----- | -------- | -------- | ------- |
| Кількість осіб: | 178   | 226      | 272      | 248     |
| Різниця:        |       | +26,96 % | +20,35 % | -8,82 % |

| Рік:            | 2023. | 2024.   |
| --------------- | ----- | ------- |
| Кількість осіб: | 254   | 248     |
| Різниця:        |       | -2,36 % |